# Stewart Brain
Stewart Brain (ur. 4 stycznia 1962) – australijski judoka. Olimpijczyk z Seulu 1988, gdzie zajął jedenaste miejsce w wadze lekkiej.
Uczestnik mistrzostwach świata w 1985. Brązowy medalista igrzysk Wspólnoty Narodów w 1986, w zawodach pokazowych. Mistrz Oceanii w 1981. Mistrz Australii w latach 1985-1987.
Jego żona Cathy Grainger-Brain, również była judoczka i trzykrotną olimpijką.

## Letnie Igrzyska Olimpijskie 1988
| Konkurencja | Eliminacje             | Eliminacje                | Eliminacje             | Klas. końcowa |
| Konkurencja | Przeciwnik I           | Przeciwnik II             | 1/4                    | Miejsce       |
| ----------- | ---------------------- | ------------------------- | ---------------------- | ------------- |
| 71 kg       | Xiong Fengshan (CHN) Z | Federico Vizcarra (MEX) Z | Giorgi Tenadze (URS) P | 11.           |